# أريك سميث
أريك سميث (بالسويدية: Eric Smith)‏ (8 يناير 1997 السويد السويد - ) هو لاعب كرة قدم سويدي يلعب كلاعب وسط.

## روابط خارجية
- أريك سميث على موقع اتحاد السويد (السويدية)
- أريك سميث على موقع قاعدة بيانات كرة القدم.إي يو (الإنجليزية)
- أريك سميث على موقع Soccerway.com (الإنجليزية)
- أريك سميث على موقع عالم كرة القدم.نت (الإنجليزية)